# Nordsjö metrostation
Nordsjö (finska: Vuosaari) är en station inom Helsingfors metro i delområdet Mellersta Nordsjö i stadsdelen Nordsjö.
Stationen öppnades den 31 augusti 1998. Arkitektbyrån Esa Piironen Oy projekterade stationen. I taket över perrongen finns Jussi Nivas konstverk Expose.
Stationen ligger 1,2 kilometer från Rastböle och 36,9 kilometer från den andra ändstationen, Stensvik.

## Galleri

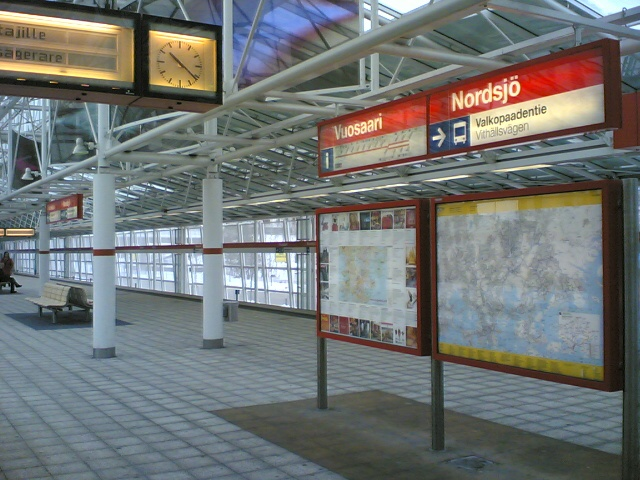
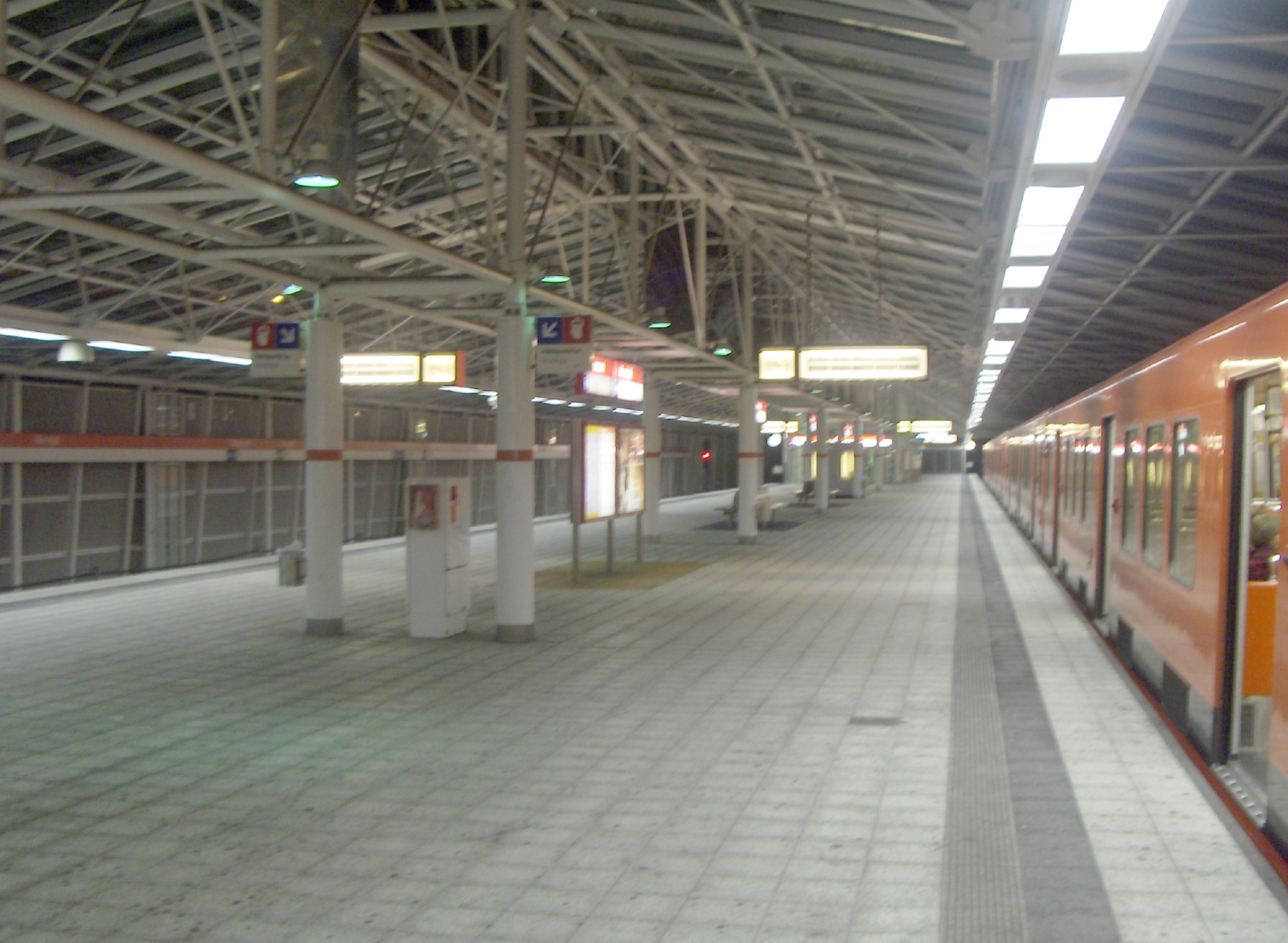